# Anidrita

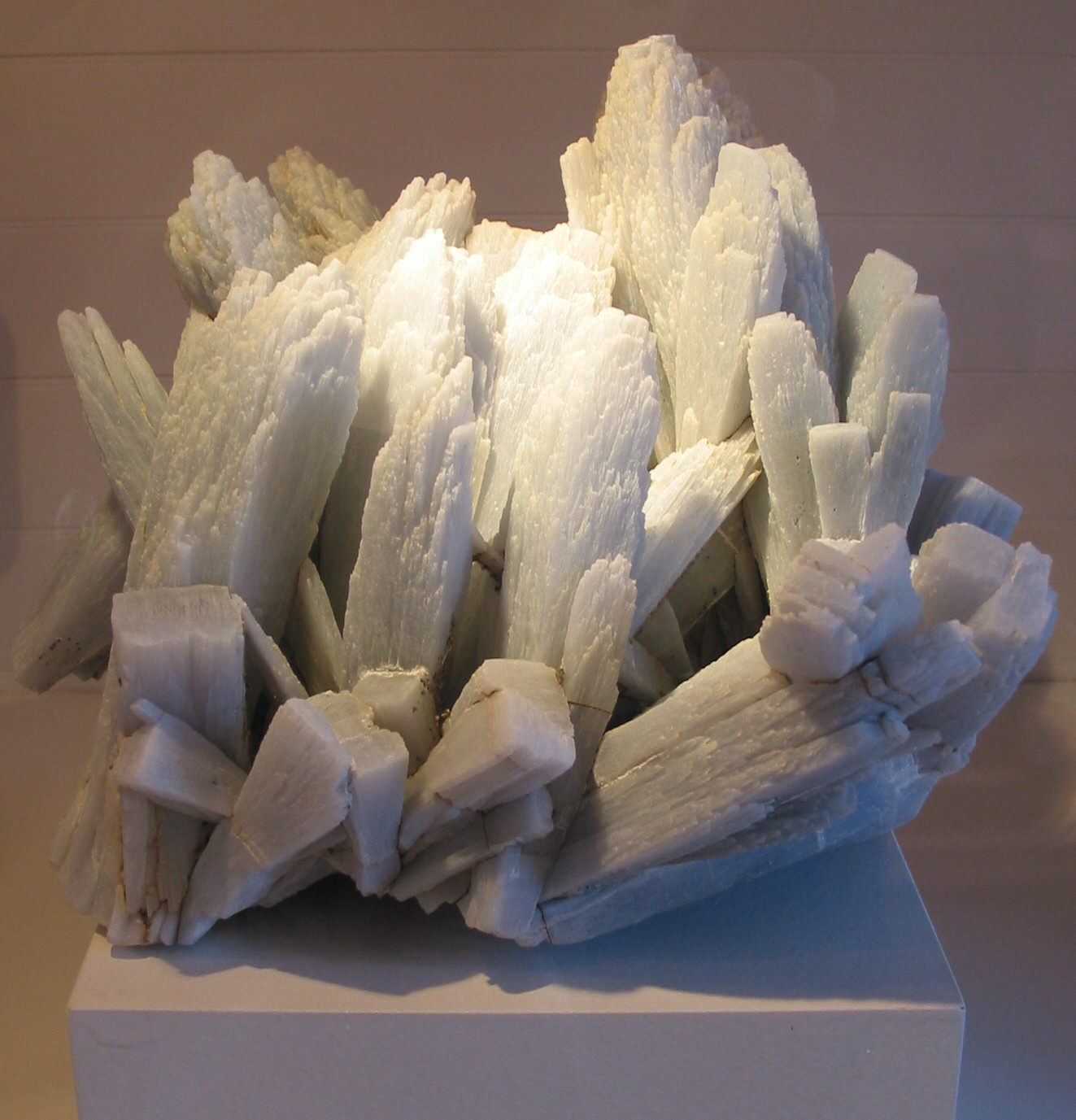
Cristais de anidrita azul, Musée cantonal de géologie, Lausanne, Suíça.

Anidrita ou anidrite é um mineral composto por sulfato de cálcio anidro, de fórmula química CaSO₄. Seu nome deriva do grego an (sem) e hydor (água), em referência à ausência de água em sua estrutura cristalina, diferenciando-se da gipsita, que é a forma hidratada.

## Propriedades físicas e químicas
A anidrita cristaliza no sistema ortorrômbico, apresentando hábito geralmente granular, maciço ou fibroso. Suas principais propriedades incluem:
- Cor: incolor, branca, azulada, acinzentada ou violácea.
- Cor do traço: Branca
- Transparência: transparente a translúcida.
- Brilho: vítreo a nacarado.
- Dureza: entre 3 e 3,5 na escala de Mohs.
- Densidade: cerca de 2,9 a 3,0 g/cm³.
- Clivagem: Perfeita em três direções segundo os planos {010}, {100} e {001}, formando formas pseudocúbicas.
- Fratura: concoidal a irregular.

Uma característica marcante é sua capacidade de absorver umidade, convertendo-se facilmente em gipsita.

## Formação e ocorrência
A anidrita é um mineral típico de ambientes evaporíticos, formado pela precipitação química em mares rasos ou lagos salinos, em condições de intensa evaporação. Pode ser encontrada:
- Como camadas sedimentares intercaladas com halita, gipsita e calcário.
- Em ambientes subterrâneos, resultante da desidratação da gipsita.
- Em domos salinos, associada a halita e outros minerais evaporíticos.

Principais localidades de ocorrência incluem Alemanha, Estados Unidos, Inglaterra e Espanha.

## Mineralogia óptica
Sob microscópio de polarização, a anidrita exibe características ópticas típicas de minerais biaxiais negativos. Os seus índices de refração variam aproximadamente entre nα = 1,571 e nγ = 1,613, resultando em uma birrefringência moderada de cerca de δ = 0,012.
Em lâmina delgada, a anidrita apresenta cores de interferência de baixo a moderado grau, geralmente exibindo tons de cinza a branco, característicos de minerais com baixa birrefringência. Os cristais costumam apresentar extinção reta, alinhando-se com os eixos cristalográficos principais.
Além disso, a anidrita é opticamente não fluorescente sob luz ultravioleta e não apresenta pleocroísmo significativo.

## Usos e aplicações
A anidrita tem uso industrial relevante, como:
- Matéria-prima para cimento, atuando como fonte de sulfato de cálcio.
- Corretivo de solo, em regiões com deficiência de cálcio.
- Indústria química, na produção de ácidos e compostos de cálcio.
- Aplicações ornamentais limitadas devido à sua coloração variada.

Sua transformação em gipsita é aproveitada na fabricação de gesso.

## Importância econômica
Embora a gipsita seja mais explorada comercialmente, a anidrita é utilizada como acelerador de presa em cimentos e no controle de umidade. Depósitos de anidrita são economicamente exploráveis, principalmente onde a gipsita é escassa.

## Processos de alteração
Quando exposta à umidade, a anidrita sofre hidratação, transformando-se em gipsita. Esse processo pode provocar expansão volumétrica, sendo importante em avaliações geotécnicas e geológicas em obras civis.

## Curiosidades
Algumas variedades de anidrita exibem tonalidade azulada, conhecidas como "anidrita azul", muito procuradas por colecionadores de minerais. Depósitos antigos de anidrita também servem como indicadores paleoambientais, auxiliando na interpretação de ambientes evaporíticos antigos.